# Hugh Mackay, 14th Lord Reay
Hugh Mackay, 14th Lord Reay (n. 19 iulie 1937 – d. 10 mai 2013) a fost un om politic britanic, membru al Parlamentului European în perioada 1973-1979 din partea Regatului Unit. 
1. 1 2  Hugh William Mackay, 14th Lord Reay, The Peerage, accesat în 9 octombrie 2017
2. 1 2  Hugh Mackay, 14th Lord Reay, SNAC, accesat în 9 octombrie 2017
3. 1 2 3 4 5 6 7  The Peerage
4. ↑   https://www.telegraph.co.uk/news/obituaries/10057082/Lord-Reay.html Lipsește sau este vid: |title= (ajutor)
5. 1 2   http://www.assembly.coe.int/nw/xml/AssemblyList/MP-Details-EN.asp?MemberID=2075 Lipsește sau este vid: |title= (ajutor)